# Implementierung
Eine Implementierung – auch Implementation (über englisch implementation ‚Ausführung‘, ‚Durchführung‘; von spätlateinisch implementum ‚Gerät‘ zu lateinisch implere ‚anfüllen‘, ‚erfüllen‘) genannt – ist das Implementieren oder das Implementiertwerden, also die Realisierung oder Umsetzung von festgelegten Strukturen und Prozessabläufen in einem System unter Berücksichtigung von Rahmenbedingungen, Regeln und Zielvorgaben, im Sinne einer Spezifikation.

## Beispiele

### Softwaretechnik
In der Softwareentwicklung ist die Implementierung das Umsetzen eines Algorithmus oder Softwareentwurfs in ein Computerprogramm; siehe auch Softwaretechnik und Programmierung.
Man implementiert unter dem Betriebssystem in einer Programmiersprache auf einer Prozessorfamilie eine bestimmte Software. Konkret wurde z. B. „unter UNIX in LISP auf SPARC der Editor micro-emacs implementiert“.
Ein weiteres Beispiel ist die Implementierung eines Datenbankmodells durch Umsetzung der Modellierung auf konkrete Schemata.

### Politik
Implementation ist eine politik- und verwaltungswissenschaftliche Bezeichnung für den Prozess der inhaltlichen Umsetzung von Gesetzen, Verordnungen usw. in konkrete Tatsachen und materielle Leistungen. Die Implementation politischer, meist parlamentarischer Entscheidungen ist in erster Linie eine Aufgabe der verschiedenen Ebenen staatlicher und kommunaler Verwaltung.